# Джампаоло Поццо
Джампаоло Поццо (італ. Giampaolo Pozzo, нар. 25 травня 1941, Удіне) — італійський бізнесмен і футбольний функціонер, власник італійського «Удінезе», іспанської «Гранади» і англійського «Вотфорда».

## Біографія
Джампаоло Поццо родом з невеликого італійського міста Удіне. Задовго до приходу в футбол молодий ділок заснував невелике підприємство по виробництву інструментів для деревообробки. Справа розвивалася: поступово воно стало приносити непоганий прибуток.

### Президентство «Удінезе»
У 1986 році бізнесмен Джампаоло Поццо придбав любов всього свого життя — футбольний клуб «Удінезе». Клуб з рідного міста Поццо до того часу ніяк не виділявся на футбольній карті Італії. Клуб стабільно грав у Серії Б, час від часу спускаючись вилітаючи ще нижче. Лише на початку 80-х клуб повернувся в еліту після двох десятиліть виступів у нижніх дивізіонах. Проте 1986 року вибухнув скандал зі ставками, і «Удіне» було відправлено в Серію Б. Якраз в цей час фінансові можливості і громадський статус дозволили Поццо придбати актив у вигляді його улюбленого клубу, який сильно впав в ціні.
Уже в першому при Поццо сезоні «Удінезе» повернувся в Серію А, однак знову вирушив у другий дивізіон через рік. У наступні 10 років клуб постійно подорожував між цими дивізіонами. З режиму команди-ліфта вдалося вийти лише в середині 90-х, коли Джампаоло Поццо запросив на посаду спортивного директора П'єрпаоло Маріно, фахівця з «Пескари». Маріно і Поццо задумалися над моделлю подальшого розвитку «Удінезе», яка забезпечила б далеко не багатому клубу стабільність і процвітання. І вихід був знайдений. Ідея Джино полягала в тому, щоб створити величезну всесвітню скаутську мережу, для того щоб знаходити талановитих футболістів, раніше ніж це зроблять інші, і щоб ці футболісти допомогли «Удінезе» закріпитися в Серії А. Хоч Поццо і були шанувальниками «Удінезе», в кінцевому рахунку вони були бізнесменами і хотіли зробити «Удінезе» прибутковим клубом. Тоді їм прийшла в голову ідея продавати знайдених гравців, а потім інвестувати гроші в більш невідомих, що створить безперервний потік футболістів. Нова стратегія наголошувала на виявлення та підписання молодих талановитих хлопців, які могли б використовувати клуб як платформу на шляху до футбольних вершин. Було потрібно змінити не тільки систему підготовки в клубній молодіжці, але і трансферну політику клубу, а також фактично з нуля збудувати потужну скаутську службу, яка дозволила б відшукувати юних футболістів.
Першою успішною роботою на трансферному ринку став Олівер Біргофф, який провів попередні 4 роки в «Асколі» і нічим особливим не запам'ятався. В Удіне хлопець несподівано заблищав, став найкращим бомбардиром чемпіонату, зробив дубль у грі за збірну в фіналі Євро-1996 і був проданий в «Мілан» за кругленьку суму. Також варто згадати таких футболістів як Асамоа Г'ян, Саллі Мунтарі і багатьох інших.
Маріно покинув команду в 2004 році, але його система продовжила працювати. Спадкоємець Марино Фабріціо Ларіні стверджував: «У Європі, Африці чи Південній Америці не існує молодіжних турнірів, за якими б ми не спостерігали. Ми стежимо за кожним змаганням». На клуб працює близько 100 розвідників по всьому світу. Їх праця обходиться казні приблизно в 6 млн. євро на рік, проте вона легко компенсується багатомільйонними доходами від трансферів за цих гравців. Так, Алексіс Санчес був проданий влітку 2011 року в «Барселону» за 26 млн. євро (+11 млн. як бонуси), Фабіо Квальярелла в «Наполі» за 18 млн. євро (літо 2009), Гекхан Інлер в «Наполі» за 18 млн. євро (літо 2011), Маурісіо Ісла в «Ювентус» за 15 млн. євро, (літо 2012), Квадво Асамоа в «Ювентус» за 15 млн. євро, (літо 2012).
На додаток до успіхів в трансферній політиці ці гравці допомогли «Удінезе» і на полі, завдяки чому команда стабільно грає в єврокубках, а в сезоні 2011/12 навіть зайняла 3 місце в Серії А.

### Президентство «Гранади»
Однак, незважаючи на це, поступово в «Удінезе» стало занадто багато гравців, які не мали достатньо шансів потрапити першу команду (їх віддавали в оренду, але не було ніякої гарантії того, що там вони будуть грати в старті і, таким чином, ніхто не міг бути впевненим, що вони розкриють весь свій потенціал). Внаслідок цього, Джампаоло і його син Джино створили ідею покупки клубу в іншій країні. Родина Поццо, щоб не платити великі кошти за клуб, стала придивлятися до колективів в нижчих лігах. Таким чином, в 2009 році, Поццо стали власниками іспанської «Гранади», яка тоді перебувала в Сегунді Б, третьому за рівнем дивізіоні, і була на межі краху.
Перший сезон з новими власниками ознаменувався гучним успіхом, коли в команду прийшли відразу 10 орендованих футболістів з «Удінезе». «Гранада» зайняла перше місце і заслужила право грати в наступному сезоні в Сегунді. Потім, влітку, до команди приєдналися ще 6 гравців з «Удіне» і після закінчення того сезону «Гранада» отримала право виступати в Ла Лізі.
Новий клуб означав нову академію, яка могла сконцентруватися на іспаномовних гравцях з Південної Америки, які раніше, можливо, не хотіли переїжджати до Італії. Це також означало, збільшення доходів від телевізійних прав, однак через те, як доходи від телевізійних прав діляться в Іспанії, ця стаття доходів не могла приносити багато прибутку (За оцінками, в сезоні 12/13 «Гранада» заробила на ТВ-правах всього лише 12 млн євро). Так що це не було серйозної причиною для занепокоєння, адже головна мета була в тому, щоб давати практику своєї молоді, що і відбувалося. З самого початку перебування в Ла Лізі клуб вже почав отримували прибуток — 8 млн євро від продажу Гільєрме Сікейра в «Атлетіко», 3 млн (а також 80 % від суми в разі перепродажу) за Ясіна Брагімі в «Порту» і ще 8 млн євро за Джейсона Мурільйо в «Інтернаціонале».

### Президентство «Вотфорда»
Коли Поццо побачив що його схема працює, він захотів все повторити заново. Вибір припав на Англію, де клуби отримують величезні доходи від телебачення (на той момент мінімум 80 млн фунтів за сезон). Клубом, який зацікавився Джампаоло виявився «Вотфорд», який, як і «Гранада», був на грані банкрутства. «Вотфорд» вже мав репутацію клубу, який вміє вирощувати таланти, якими є, наприклад, Бен Фостер, Том Клеверлі, Адам Джонсон, Андрос Таунсенд і Габріель Агбонлахор, які в різний час грали тут на правах оренди. Вони також мали цілком пристойну академію, яка випускала гравців для першої команди, а потім продавала їх в клуби сильніше. Найбільш яскравий приклад — Ешлі Янг. Все це робило «Уотфорд» ідеальною ціллю для сімейства Поццо.
Так, влітку 2012 року, Поццо придбав «Вотфорд», за оцінками, за 12 млн фунтів. А влітку трапився масовий приплив гравців — 12 з «Удінезе» і 2 з «Гранади», кожен з яких вніс свій внесок у зміну правил Футбольної Ліги про одночасне перебування на полі орендованих гравців (максимум 5 в складі). Після цього «Вотфорд» просто став підписувати гравця на постійній основі, що ніяк не могло бути оскаржене на законних підставах.
У першому сезоні при Поццо «Вотфорд» зайняв 3-е місце, програвши у фіналі Плей-офф. Наступний сезон був не настільки райдужним, як перший — команда закінчила сезон на 13-му місці. І лише з третьої спроби, 2015 року, команда змогла вийти в Прем'єр-Лігу. Заради стабільності і гарантій збереження прописки Поццо змінив звичний трансферний почерк. Поряд з перспективними молодими футболістами, влітку того ж року були придбані якісні виконавці, які переступили рубіж 25 років, зокрема Хосе Мануель Хурадо, Хосе Холебас, Валон Беграмі, Мігель Брітос, Себастьян Предль і Етьєн Капу. А очолив команду досвідчений Кіке Санчес Флорес.